# Primeiro de Maio
Primeiro de Maio là một đô thị thuộc bang Paraná, Brasil. Đô thị này có diện tích 414,442 km², dân số năm 2007 là 11098 người, mật độ 23,8 người/km².